# 11552 Boucolion
A 11552 Boucolion (ideiglenes jelöléssel 1993 BD4) egy kisbolygó a Naprendszerben. Eric Walter Elst fedezte fel 1993. január 27-én.